# ソウルダンス
ソウルダンスとは、ダンスのジャンルの一つ。1950年代を起源とし、60年代から70年代前半に隆盛を迎えた。

## 概要
ソウルダンスは、日本の米軍基地の黒人達が男女で楽しむダンスを指して言われた言葉で、ダンスの踊り型にそれぞれの名称があることが多く、ソウルダンスは総称として一部のダンス愛好者に使われた言葉である。1960年頃から1990年代のニュージャック・スイングのソウルミュージックで踊られたダンスの総称である。ソウルダンスはその後ニューダンスと呼ばれることもあった。
ソウルダンスはソウルミュージックでダンスを踊ることから言われているが、一つのダンスの名称ではない。ソウルミュージックで踊る多くのダンスの総称である。
1960年代からモータウンサウンド等で男女がペアで踊るダンスとして広く踊られていた。それ以前は音楽の影響かステップダンスが多かったらしい。アメリカでは、すでにシミーモンキーダンスやツイスト、チキン、ハリー・ガリーなど多くのダンスが流行っていた。シミー・ダンスは1918年が起源の、ひじょうに古い歴史のあるダンスである。
60年代にはその後ゴーゴーダンスが流行るが、米軍基地周辺と少ないブラックミュージックの専門店はもちろん、ふつうの市民にも踊られ、一般に広まった。多くは動物の名称、ダンスミュージックの曲の名称、スラングなどの言葉の名前のダンスがあり、そのダンスの踊り型は多数の種類がある。ブロードウェイ、ブーガルー、ホース、ペンギン、スネーク、バード等や、ジェームスブラウンの曲から、ポップコーン、マッシュド・ポテト、ポップコーン、ホットパンツ、ストックなどもある。その後、70年代にはバンプ、ハッスルのブームが起こった。1970年代のディスコの流行で、バンプ以外にもダンスが生まれ、それに名称が与えられた。ウォーターゲイト、バスストップやスパンクなども踊られていた。ダンス愛好者や、踊りの上手い人達が伝えていた言葉である。
80年代末には、ブレイクダンスの流行が衰えラップ歌手が好むダンスやハウスダンスが流行し、ニュージャック・スウィングのビートに合わせたダンスも登場した。ランニングマン、マングース、ロジャーラビット、トゥループ、ロボコップなど複数のダンスがあった。

## 50年代・60年代のダンス
- シミー
- ツイスト
- チキン
- ハリー・ガリー

## 70年代のダンス
- バンプ
- ウォーターゲイト
- スパンク

## 80年代のダンス
- ブレイクダンス
- ヒップホップ (ダンス)

## ダンス名が題名に使用された楽曲
- 「ワツシ」 - オーロンズ
- 「ファンキー・チキン」 - ルーファス・トーマス
- 「ブーガルー」 - ウィルソン・ピケット
- 「ポップコーン」 - ジェームス・ブラウン
- 「マザー・ポップコーン」 - ジェームス・ブラウン
- 「ザ・バンプ」 - コモドアーズ
- 「ハッスル」 - ヴァン・マッコイ
- 「ドゥ・ザ・バス・ストップ」 - ファットバック
- 「スパンク」 - ジェームス・ブラウン